# Pseudeuchromia naufracta
Pseudeuchromia naufracta is een vlinder uit de familie spanners (Geometridae). De wetenschappelijke naam van deze soort is voor het eerst geldig gepubliceerd in 2004 door Krüger.
De soort komt voor in tropisch Afrika.